# Conrad Baldamus
Conrad August Baldamus (* 2. Juni 1940 in Sauen; † 5. März 2024 daselbst) war ein deutscher Internist, Nephrologe und Hochschullehrer.

## Lebenslauf
Conrad Baldamus wurde 1940 als Sohn der ältesten Tochter des Chirurgen August Bier, Margarete, und ihres Ehemanns, Wilhelm Baldamus, geboren. Er gelangte 1945 durch die Flucht seiner Mutter mit ihm und seinen zwei Geschwistern von Sauen zunächst nach Holstein, dann nach Nordhessen. Von 1946 bis 1959 besuchte er erst die Volksschule in Lengefeld, dann das humanistische Gymnasium im Korbach. Von 1959 bis 1965 studierte er Medizin in Marburg, München und Kiel. Nach Promotion in Marburg (1965) und Medizinalassistentenzeit in Berlin und Frankfurt/M. arbeitete Baldamus von 1969 bis 1971 an der Harvard Medical School auf dem Gebiet der Transplantationsimmunologie. In den Jahren 1971 bis 1976 absolvierte er an der Medizinischen Hochschule Hannover seine Weiterbildung in Innerer Medizin und Nephrologie, habilitierte sich und wurde zum Privatdozenten ernannt. Nach Tätigkeit als Oberarzt für Innere Medizin an der Universitätsklinik Frankfurt/M. von 1976 bis 1985 hatte er von 1986 bis 2008 den Lehrstuhl für Innere Medizin (Nephrologie) an der Universität zu Köln inne und war Direktor der dortigen Medizinischen Klinik IV.  Von 1995 bis 1997 war Baldamus Dekan der Medizinischen Fakultät der Universität zu Köln.
1992 wurde – unter anderem auf Initiative von Baldamus hin – die Stiftung August Bier für Ökologie und Medizin in Sauen gegründet und als eine der ersten Stiftungen in Brandenburg nach der Wende anerkannt. Auf diese Weise wurde das ehemalige Gut des seinerzeit weltberühmten Chirurgen August Bier gesichert.
1998 war Conrad Baldamus Mit-Initiator des Programms zur Qualitätssicherung der Hämodialyse QiN – Qualität in der Nephrologie. Nach der Emeritierung zog es ihn in seinen Geburtsort Sauen zurück, wo er als Vorsitzender der Bier-Stiftung tätig wurde und am 5. März 2024 verstarb.